# Estoril Open 2006
Die Estoril Open 2006 waren der Name eines Tennisturniers der WTA Tour 2006 für Damen sowie eines Tennisturniers der ATP Tour 2006 für Herren, welche zeitgleich vom 29. April bis zum 7. Mai 2006 in Oeiras stattfanden.